# فارس ناصر الحسن
فارس ناصر الحسن هو سياسي عراقي سابق، شغل مناصب وزارية في وزارتي عبد الرحمن البزاز الأولى والثانية عامي 1965 و 1966، حيث شغل منصب وزير العمل والشؤون الاجتماعية، وشغل منصب وزير الإصلاح الزراعي بالوكالة في الوزارة الأولى، ثم شغل منصب وزير دولة في الوزارة الثانية.